# ワールド・アパート
『ワールド・アパート』（A World Apart）は、1988年制作のイギリス・ジンバブエ合作のドラマ映画。
南アフリカ共和国で反アパルトヘイト運動に携わっていた両親を持つショーン・スロヴォの実体験を基に映画化。彼女は母、ルース・ファースト(Ruth First)を南アフリカ政府による爆弾テロで暗殺されている。
クリス・メンゲスの初監督作品かつジョディ・メイのデビュー作品で、第41回カンヌ国際映画祭審査員特別グランプリを、また、バーバラ・ハーシー、ジョディ・メイ、リンダ・ムブシが女優賞を受賞した。

## あらすじ
1963年、アパルトヘイト制度下の南アフリカ共和国。13歳の少女モリー・ロスの両親は同国の白人の中でも数少ない反アパルトヘイト運動家だったが公安警察に睨まれ、弁護士の父ガスは国外へ脱出、母ダイアナは逮捕されてしまう。
学校でも孤立するモリーは、黒人の家政婦エルシーとその友人たちから励ましを受けるが、ある日、エルシーの弟で活動家のソロモンが逮捕され、拷問を受けた挙句に死亡する。このことにショックを受けたモリーはそれまであまり関心のなかった反アパルトヘイト運動を理解するようになる。
一方、独房での孤独な日々と刑事たちの厳しい尋問で、日に日にやつれていく母ダイアナは、ついに耐えきれなくなり…。

## キャスト
- モリー・ロス：ジョディ・メイ
- ダイアナ・ロス：バーバラ・ハーシー
- ガス・ロス：ジェローン・クラッベ
- エルシー：リンダ・ムブシ
- イヴォンヌ：ナディーン・チャルマーズ
- ソロモン：アルビー・レソト
- ティム・ロス
- ポール・フリーマン
- エイドリアン・ダンバー
- デヴィッド・スーシェ